# Wola Krzysztoporska
Wola Krzysztoporska – wieś w Polsce, położona w województwie łódzkim, w powiecie piotrkowskim, w gminie Wola Krzysztoporska.
Miejscowość jest siedzibą władz gminy Wola Krzysztoporska. Przez wieś przebiega rzeka Dąbrówka, dopływ Luciąży. W latach 1975–1998 Wola Krzysztoporska administracyjnie należała do województwa piotrkowskiego.
Przez północną część wsi przechodzi linia kolejowa nr 24 z Piotrkowa Trybunalskiego do Zarzecza. Znajdował się tu również kolejowy przystanek osobowy z mijanką.

## Historia
Pierwsza pisana informacja o Woli Krzysztoporskiej pochodzi z 1552 roku i dotyczy poborów z dóbr Piotra Krzysztoporskiego. Pod koniec XIX wieku w pobliżu położony był folwark Księżna. W 1879 roku właścicielem folwarku Wola Krzysztoporska został Josek Szpilfogel-Kodrębski. Jego syn, Maurycy, założył w 1902 roku Fabrykę Chemiczną, przekształconą po II wojnie światowej w Wolskie Zakłady Przemysłu Barwników Organika. W 2000 roku zakłady z przyczyn ekonomicznych ogłosiły upadłość, a w jednej z hal pofabrycznych otwarto w 2004 roku klub Protector.
5 września 1939 żołnierze Wehrmachtu w odwecie za poniesione straty w zdobywaniu wsi dokonali zemsty na ludności cywilnej. Po zajęciu miejscowości Niemcy strzelali do napotkanych mężczyzn (śmierć poniosło 7 osób) i spalili wieś.
W latach 1965–1975 wójtem gminy był Albin Dajcz, pochodzący z Piotrkowa Trybunalskiego żołnierz Armii Krajowej. Przy współpracy Leona Jajte, dyrektora Wolskich Zakładów Przemysłu Barwików dokonał gruntownej przebudowy infrastruktury gminnej, m.in. kompleksowej modernizacji dróg i ulic. Wybudowano ośrodek zdrowia, pierwszy wodociąg, wykonano scalenie gruntów, wyznaczono działki budowlane i dokonano rewitalizacji starego parku. Jest głównym bohaterem książki „Odłamki czasu”, napisanej przez Włodzimierza Dajcza.

## Edukacja
Pierwszą jednosalową szkołę elementarną wybudowano w 1899 roku. W 1906 roku, z inicjatywy robotników Fabryki Chemicznej powstała szkoła fabryczna. W 1932 roku szkoła miała pięć izb lekcyjnych, rozmieszczonych w kilku miejscach wsi. W 1938 roku oddano do użytku nowy budynek, którego projekt architektoniczny stworzył urodzony we wsi Witold Szereszewski. W Woli Krzysztoporskiej od 2006 roku funkcjonuje Zespół Szkolno-Gimnazjalny złożony ze Szkoły Podstawowej im. gen. Ludwika Czyżewskiego oraz Gimnazjum im. Obrońców Gór Borowskich 1939 roku.

## Ochotnicza Straż Pożarna
OSP w Woli Krzysztoporskiej powstała w 1909 roku i tworzyło ją 34 druhów. W 1952 roku jednostka zawarła umowę wieczystej, bezpłatnej dzierżawy budynku przy ulicy Wesołej, w którym do tej pory mieści się jej siedziba. Na początku lat 70. XX wieku, w związku z powołaniem zawodowej jednostki straży pożarnej w Zakładach Chemicznych Organika, działalność jednostki ochotniczej została ograniczona. W 2001 roku OSP Wola Krzysztoporska została włączona do Krajowego Systemu Ratowniczo-Gaśniczego.

## Osoby związane z Wolą Krzysztoporską
- Franciszek Motylski – inżynier komunikacji, architekt.